# 福特 (堪薩斯州)
福特（英語：Ford）是一個位於美國堪薩斯州福特縣的城市。

## 地方資料
根據2020年美國人口普查的數據，福特的面積為1.10平方千米，當中陸地面積為1.10平方千米，而水域面積為0.00平方千米。當地共有人口203人，而人口密度為每平方千米184.55人。